# Ordinariato para los católicos de rito armenio residentes en Rumania
El ordinariato para los católicos de rito armenio residentes en Rumania (en latín: Ordinariatus Romaniae, en rumano: Ordinariatul Armeano-Catolic y en armenio: Ռումինիայի առաջնորդություն) es una circunscripción eclesiástica de la Iglesia católica en Rumania. Se trata de un ordinariato armenio, inmediatamente sujeto a la Santa Sede. Desde el 5 de junio de 1930 es sede vacante y su administrador apostólico es el arzobispo Gergely Kovács.

## Territorio y organización

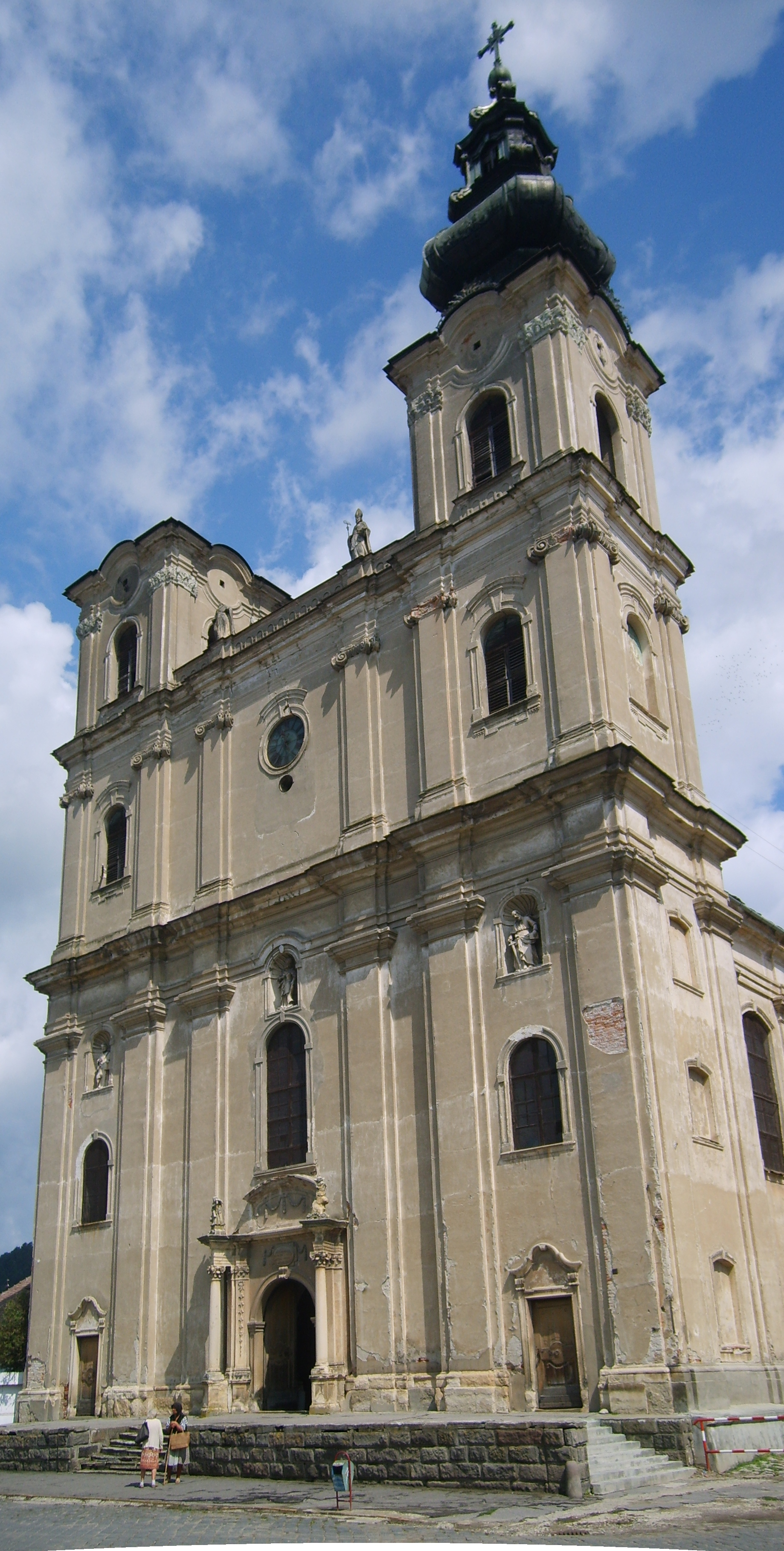
Iglesia armenia en Dumbrăveni (1766-1791)

El ordinariato tiene 238 391 km² y extiende su jurisdicción sobre los fieles católicos de rito armenio residentes en Rumania, principalmente en Transilvania.
La sede del ordinariato se encuentra en la ciudad de Gherla, en donde se encuentra la Catedral de la Santísima Trinidad. 
En 2023 en el ordinariato existían 4 parroquia, aunque los fieles viven también en otras ciudades de Transilvania:
- Catedrala armeano-catolică Sfânta Treime, en Gherla (distrito de Cluj);
- Biserica armeano-catolică Naşterea Maicii Domnului, en Gheorgheni (distrito Harghita);
- Biserica armeano-catolică Sfântei Elisabeta, en Dumbrăveni (distrito de Sibiu);
- Biserica armeano-catolică Sfânta Treime, en Frumoasa (distrito Harghita).

## Historia

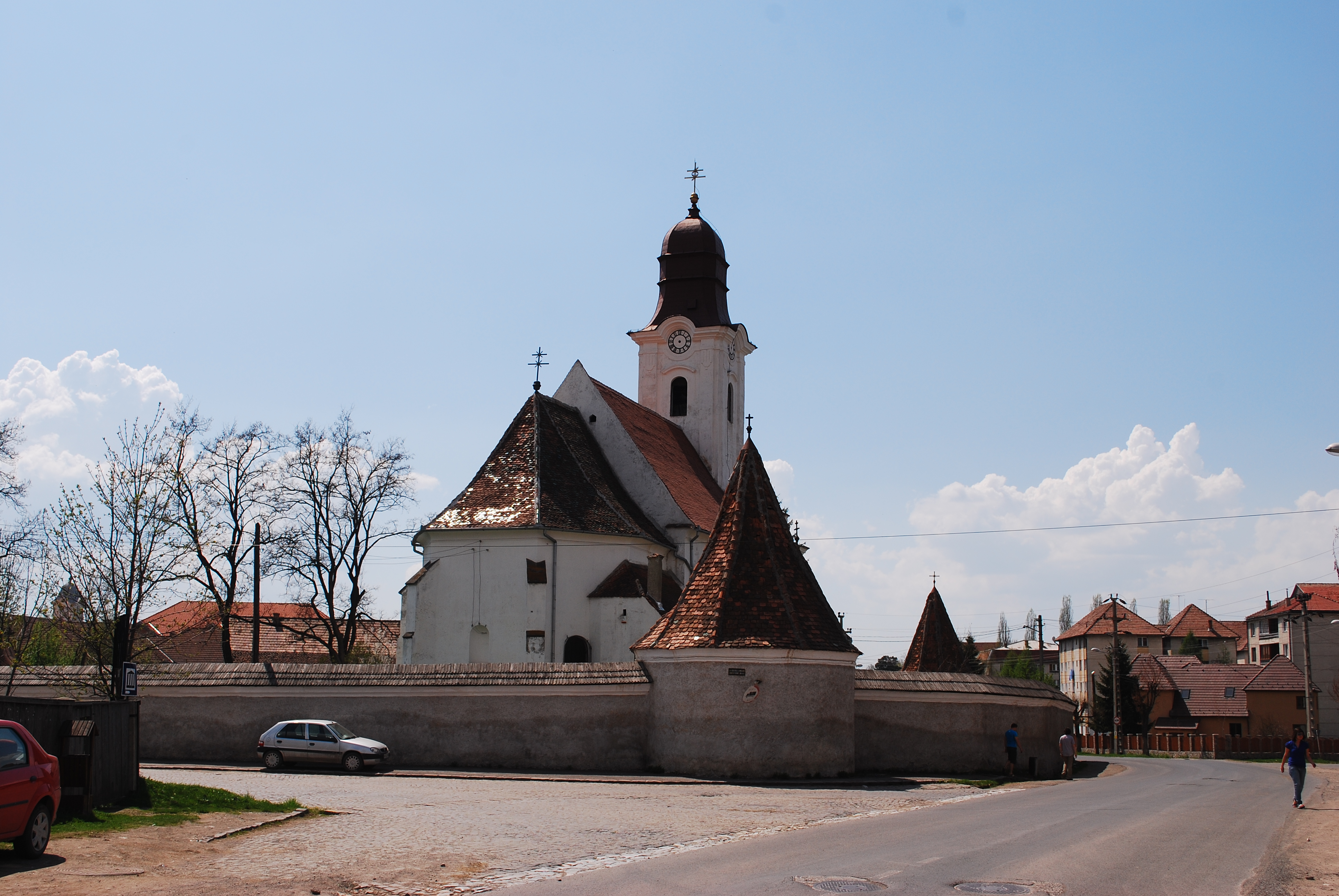
Iglesia armenia en Gheorgheni (1729-1733)

Cuando en 1004 los turcos selyúcidas ocuparon la ciudad de Ani en Armenia, algunos de sus habitantes huyeron a Crimea, que a su vez fue ocupada por el Imperio otomano en 1475 provocando que algunos armenios emigraran a Moldavia en donde anteriormente se había establecido una colonia armenia. En 1669 se produjo un levantamiento en Moldavia en la que intervino la población armenia, cometiendo las tropas turcas una masacre. Unas 800 familias armenias (3000 personas) cruzaron los montes Cárpatos y se refugiaron en las montañas de Transilvania. En 1669 Juan Kieremowicz fue nombrado auxiliar del archieparca armenio de Leópolis con el título de obispo de Moldavia. En 1672, los armenios pidieron al príncipe transilvano protestante Mihail Apafi tener el derecho de residencia y este aceptó e invitó al obispo armenio apostólico Minas Zilihtar de Suceava que huyó de la guerra turco-polaca en la Moldavia otomana hacia Transilvania. 
En 1684 el sacerdote armenio católico Oxendio Virziresco comenzó a organizar la comunidad en Transilvania y convenció al obispo Minas Zilihtar de convertirse al catolicismo bajo el archieparca de Leópolis Vartan Hunanian. Los armenios de Transilvania se convirtieron al catolicismo, con la ciudad de Gherla (o Armenopolis, fundada por Virziresco en 1713) convirtiéndose en la sede de su obispo. Al igual que la Iglesia greco-católica rumana los armenios aceptaron los principios católicos básicos, preservando sus ritos tradicionales y oficiando liturgias en la lengua armenia. Luego de la muerte de Zilihtar en 1686 la Congregación de Propaganda Fide nombró el 29 de mayo de 1690 a Oxendio Virziresco para la misión armenia en Transilvania, separándola de la archieparquía armenia de Leópolis. El 2 de octubre de 1690 el papa Alejandro VIII nombró a Virziresco como arzobispo titular de Alada y lo envió a Transilvania, en 1699 quedó bajo el control del Imperio austríaco. Virziresco falleció el 15 de marzo de 1715 y los armenios católicos quedaron bajo jurisdicción de los obispos latinos a causa de disputas en la comunidad. En 1775 Austria ocupó Bucovina, en donde se establecieron algunos católicos armenios bajo dependencia de Leópolis.
En el momento de la unión de Transilvania con Rumania en 1918, muchos de los armenios de la región habían sufrido magiarización. Según los términos del Concordato de 1927 entre Rumania y la Santa Sede, los católicos armenios del país fueron reconocidos como una diócesis independiente.
El ordinariato fue erigido el 5 de junio de 1930 mediante la bula Solemni Conventione del papa Pío XI.

7) Volumus denique ut fideles Armeni, qui in Romanica dicione morantur, quoad spirituale regimen sub iurisdictione sint Ordinarii ab Apostolica Sede eligendi, qui eidem immediate subiectus erit et Administrator Apostolicus pro Armenis denominabitur ac in urbe Gherla habitualem sedem habebit.

Después de 1948, con el inicio del régimen comunista, el ordinariato tenía un estatuto poco claro en el derecho civil, ya que ya no era reconocido por las autoridades; pero, desde el punto de vista de la Iglesia católica el ordinariato continuó existiendo y quedando a cargo del padre Zoltán Lengyel, administrador apostólico desde 1939. Su estatus cambió en 1964, cuando un decreto papal encomendó la pastoral de los miembros del ordinariato al obispo de Alba Iulia. Las ediciones sucesivas del Anuario Pontificio de 1965 a 1991 siguieron enumerando el ordinariato, pero no mencionaron a nadie como su administrador ordinario o incluso como su administrador apostólico. Aunque la Secretaría de Estado de Denominaciones de Rumanía dice que en 1991 el título de ordinario fue dado al arzobispo de Alba Iulia, Lajos Bálint, el Anuario Pontificio de la Santa Sede muestra que el administrador apostólico designado en ese año para el ordinariato fue György Jakubinyi, entonces obispo auxiliar de Alba Iulia, y que conservó esa posición después de su ascensión a arzobispo de Alba Iulia en 1994. La acción de la Santa Sede en 1991, que se produjo después de la caída del régimen comunista, fue tomada sin solicitar el reconocimiento del Gobierno rumano.

## Estadísticas
Según el Anuario Pontificio 2024 el ordinariato tenía a fines de 2023 un total de 317 fieles bautizados.
| Año                                                                             | Población            | Población | Población      | Sacerdotes | Sacerdotes    | Sacerdotes    | Bautizados por sacerdote | Diáconos permanentes | Religiosos | Religiosos | Parroquias |
| Año                                                                             | Bautizados católicos | Total     | % de católicos | Total      | Clero secular | Clero regular | Bautizados por sacerdote | Diáconos permanentes | Varones    | Mujeres    | Parroquias |
| ------------------------------------------------------------------------------- | -------------------- | --------- | -------------- | ---------- | ------------- | ------------- | ------------------------ | -------------------- | ---------- | ---------- | ---------- |
| 2004                                                                            | 515                  | ?         | ?              | 2          | 2             |               | 257                      |                      |            |            | 4          |
| 2009                                                                            | 809                  | ?         | ?              | 4          | 4             |               | 202                      |                      |            |            | 4          |
| 2013                                                                            | 666                  | ?         | ?              | 4          | 4             |               | 166                      |                      |            |            | 4          |
| 2016                                                                            | 384                  | ?         | ?              | 4          | 4             | 0             | 96                       |                      |            |            | 4          |
| 2019                                                                            | 501                  |           |                | 4          | 4             |               | 125                      |                      |            |            | 4          |
| 2021                                                                            | 378                  | ?         | ?              | 5          | 5             |               | 75                       |                      |            |            | 4          |
| 2023                                                                            | 317                  | ?         | ?              | 5          | 5             |               | 63                       |                      |            |            | 4          |
| Fuente: Catholic-Hierarchy, que a su vez toma los datos del Anuario Pontificio. |                      |           |                |            |               |               |                          |                      |            |            |            |

## Episcopologio
- Sede vacante

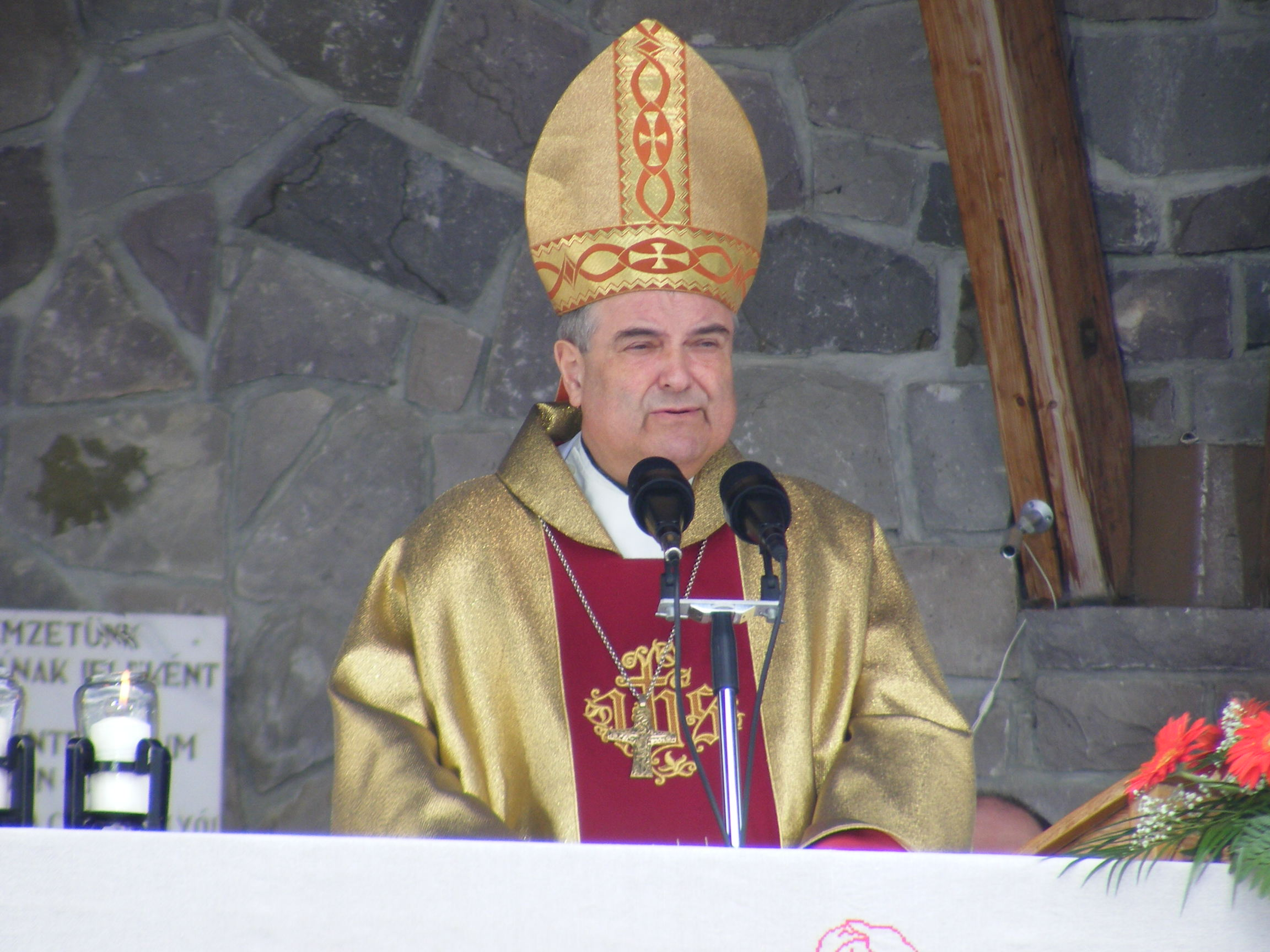
Arzobispo György-Miklós Jakubínyi en 2010, administrador apostólico del ordinariato

  - Laurent Sahag Koguian (Kogy), C.M.Vd. † (17 de octubre de 1930-23 de julio de 1939) (administrador apostólico)
  - Zoltán Lengyel † (23 de julio de 1939-5 de octubre de 1964 falleció) (administrador apostólico)
  - Áron Márton † (4 de marzo de 1970-15 de noviembre de 1971) (administrador apostólico)
  - Bertalan Sahin † (30 de noviembre de 1971-5 de mayo de 1974 falleció) (administrador apostólico)
  - György-Miklós Jakubínyi (1991-2 de septiembre de 2020 renunció) (administrador apostólico)
  - Gergely Kovács, desde el 2 de septiembre de 2020 (administrador apostólico)